# 심스 리전 파크
심스 리전 파크는 노스캐롤라이나 주 개스토니아에 위치한 3,000석 규모의 야구장이다. 심스 리전 파크에서는 해안 평야 리그의 가스토니아 그리즐스와 아메리칸 리전 야구를 주최했다. 그리즐리스는 2021년 시즌부터 사우스캐롤라이나주 스파르탄버그로 옮겨갔고 스파르탄 버거스로 이름을 바꿨다.
경기장은 마이너 리그 베이스볼 팀을 유치하기 위해 1970년대에 완전히 재건되었다. 그 후로 많은 세입자들이 경기장에 왔다 갔다 했지만 2021년에 가스토니아에 새로운 야구장을 건설하려는 지속적인 노력으로 애틀란틱 리그의 가스토니아 허니 헌터즈의 홈구장인 카로몬트 헬스 파크가 탄생하였다.
이곳에서 뛰었던 선수로는 앤디 반 슬라이크, 새미 소사(레인저스, 화이트삭스, 컵스, 오리올스), 조엔 곤잘라스(레인저스, 타이거스, 인디언스, 로열스), 이반 로드리게스(레인저스, 말린스, 타이거스)가 있다.